# Emerson Panigutti
Emerson Panigutti (nacido el 13 de febrero de 1976 en Hersilia, provincia de Santa Fe) es un exfutbolista argentino que jugaba como delantero centro. Su primer club fue Ferro Carril Oeste y su último club fue el Club Olimpo. 

## Trayectoria
Es uno de los muchos argentinos que han militado por el fútbol venezolano. Ha sido parte de clubes como Estudiantes de Mérida, Nacional Táchira, Deportivo Táchira y Deportivo Anzoátegui, donde marcó dos goles en la Copa Venezuela 2008 y se consagró campeón. Fue una de las principales figuras junto con Alexander Rondón para que el Deportivo Táchira alcance los cuartos de final de la Copa Libertadores 2004, donde marcó cuatro goles.

## Clubes
| Club                  | País      | Año       | Goles |
| --------------------- | --------- | --------- | ----- |
| Ferro Carril Oeste    | Argentina | 1995-1997 | 1     |
| Sportivo Italiano     | Argentina | 1997-1998 | 3     |
| Estudiantes de Mérida | Venezuela | 2000-2001 | 20    |
| Nacional Táchira      | Venezuela | 2001      | 1     |
| Deportes Tolima       | Colombia  | 2002      | 2     |
| Kuala Lumpur FA       | Malasia   | 2003      | 9     |
| Mérida FC             | México    | 2003      | 0     |
| Deportivo Táchira     | Venezuela | 2004      | 7     |
| Alianza Atlético      | Perú      | 2004      | 3     |
| Deportivo Quito       | Ecuador   | 2005      | 6     |
| Universidad Católica  | Ecuador   | 2005-2006 | 13    |
| Ben Hur               | Argentina | 2006-2007 | 4     |
| Olympiakos Nicosia    | Chipre    | 2007      | 8     |
| Deportivo Anzoátegui  | Venezuela | 2008-2009 | 8     |
| Deportivo Italia      | Venezuela | 2009-2010 | 4     |
| Club Olimpo           | Argentina | 2010      | 0     |

## Palmarés

### Campeonatos nacionales
| Título         | Club                 | País      | Año  |
| -------------- | -------------------- | --------- | ---- |
| Copa Venezuela | Deportivo Anzoátegui | Venezuela | 2008 |